# Бурин-Хан
Гора Бурин-Хан — одна из пяти величайших буддийских святынь Азии — расположена в Боргойской степи, близ села Инзагатуй Джидинского района Бурятии, на водоразделе рек Джида и Темник.

## Общие сведения
Бурин-Хан в переводе с бурятского языка означает — «совершенный, действительный хан», царь всем не только его окружающим горам, но и горам всего Забайкалья. Он выделяется среди них не только высотой и величием, но и красотой, богатством своей флоры и фауны.
Гора состоит из трех родственных вершин: южной, северной и средней. Самая высокая и наиболее чтимая бурятами — южная, она собственно и называется Бурин-Ханом. Вторая по важности — северная вершина, зовётся она Ханшей. А между ними находится вершина, имя которой — Сын.
С юго-восточной стороны горы, на небольшой террасе, на высоте 1600 метров над уровнем моря находится озеро, где имеются 12 маленьких обо, расположенных по кругу, и одно большое. Каждое обо почитается отдельным родом.
Этой горе поклоняются бурятские роды, живущие в Боргойской и Селенгинской долинах. Поклонение и жертвоприношение проводится второго числа последнего летнего месяца по лунному календарю. С двух сторон Бурин-Хана (с западной — Инзагатуй, Боргой, Дэдэ-Ичётуй и восточной — Ташир, Селендума) каждый год поднимаются мужчины, благодарят хозяина горы за жизнь, просят благословения своим детям и всему краю.
По поверьям, на вершину Бурин-Хана ежегодно выходит Саган Убугун (Белый Старец) — дух-хранитель и покровитель местности, высоко чтимый бурятами. Поднявшись, он смотрит из-под руки (защищаясь ею от солнечных лучей) на окружающую местность во все стороны, любуясь скотом и пастбищами. И на все места в пределах его благожелательного взора он ниспосылает милость и благодать: всюду, куда упадет его взгляд, он вызывает плодородие почвы и скота. Как рассказывают почтенные старцы, некоторые из них не раз видели Саган Убугуна.

## Флора
В пади Жаргалантуй (гора Бурин-Хан) произрастает башмачок крупноцветковый (Красная книга СССР), пион Марьин корень, башмачок пятнистый, купальница азиатская (Красная книга Бурятской АССР).

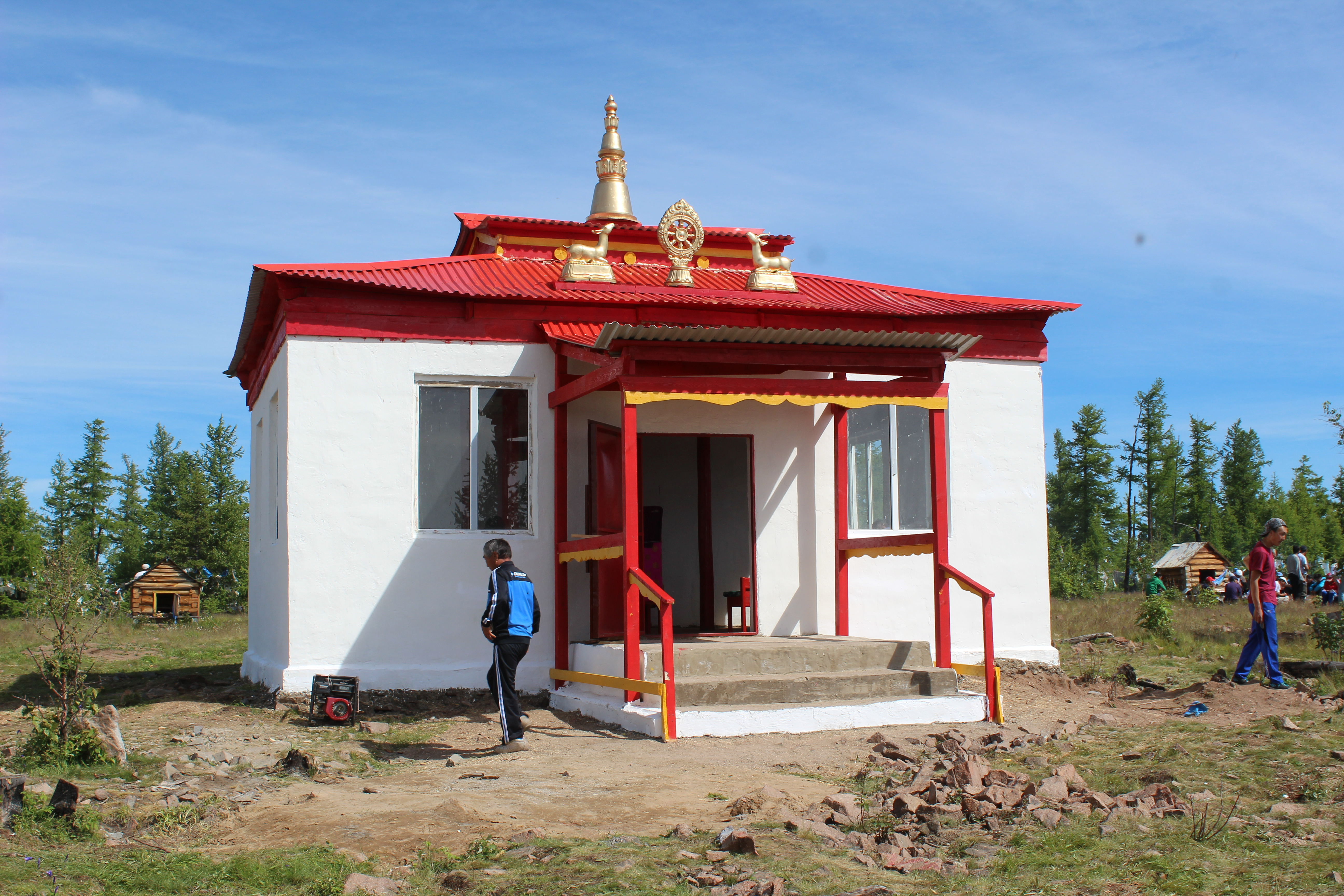
Дуган на вершине Бурин-хана
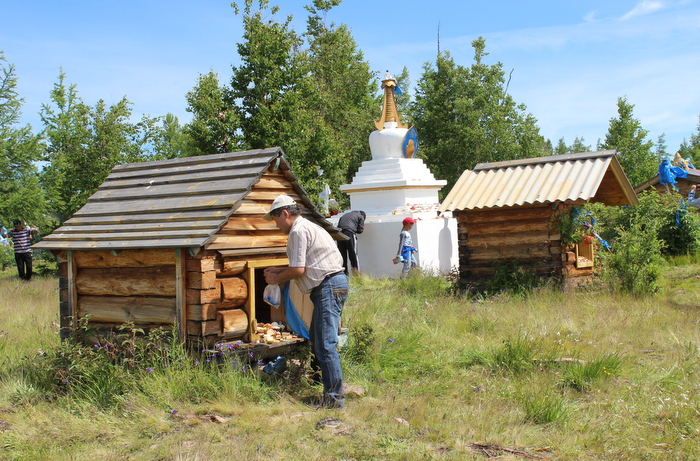
На вершине Бурин-Хана
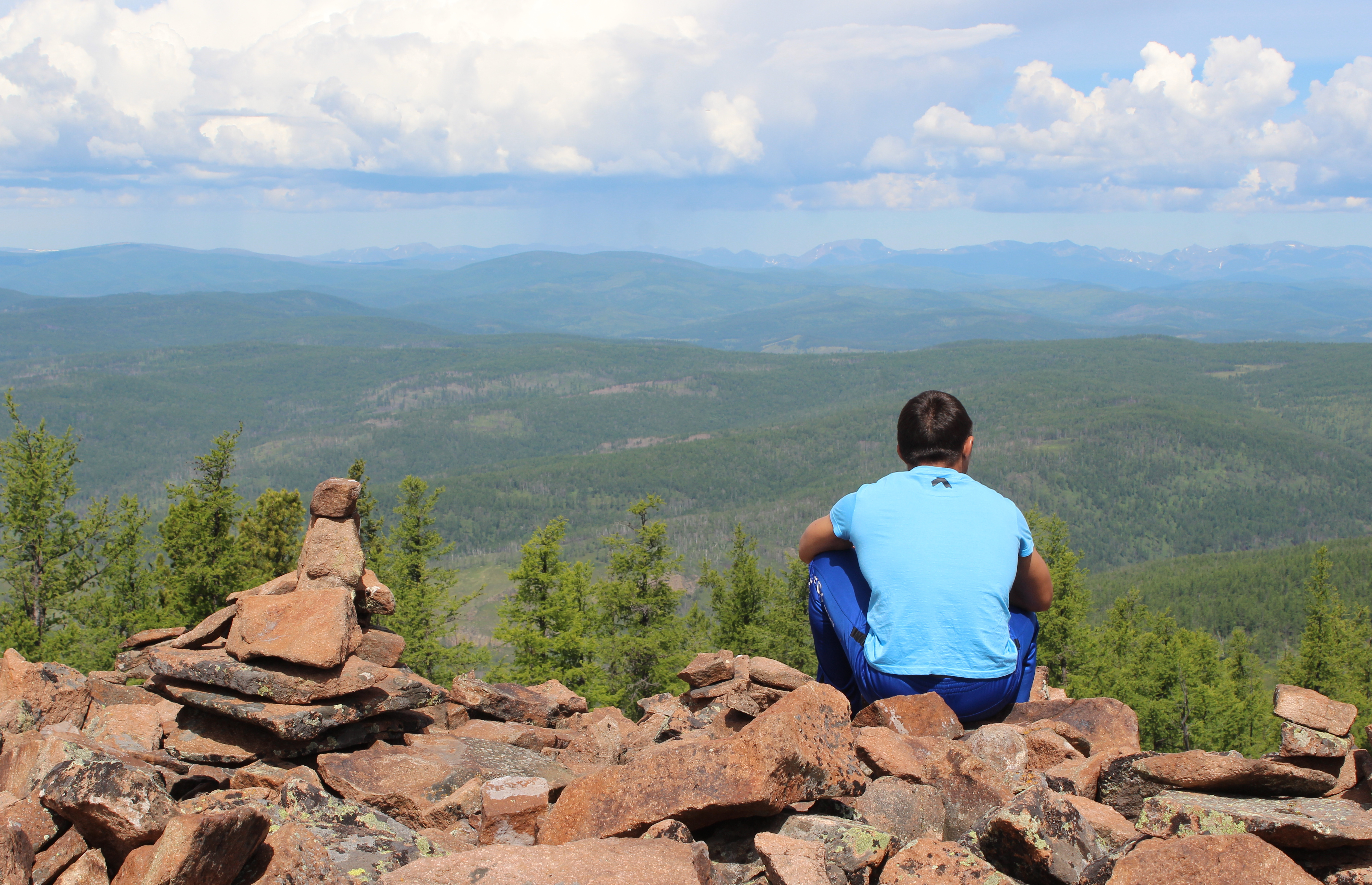
Вид на Хамар-Дабан с вершины Бурин-Хана
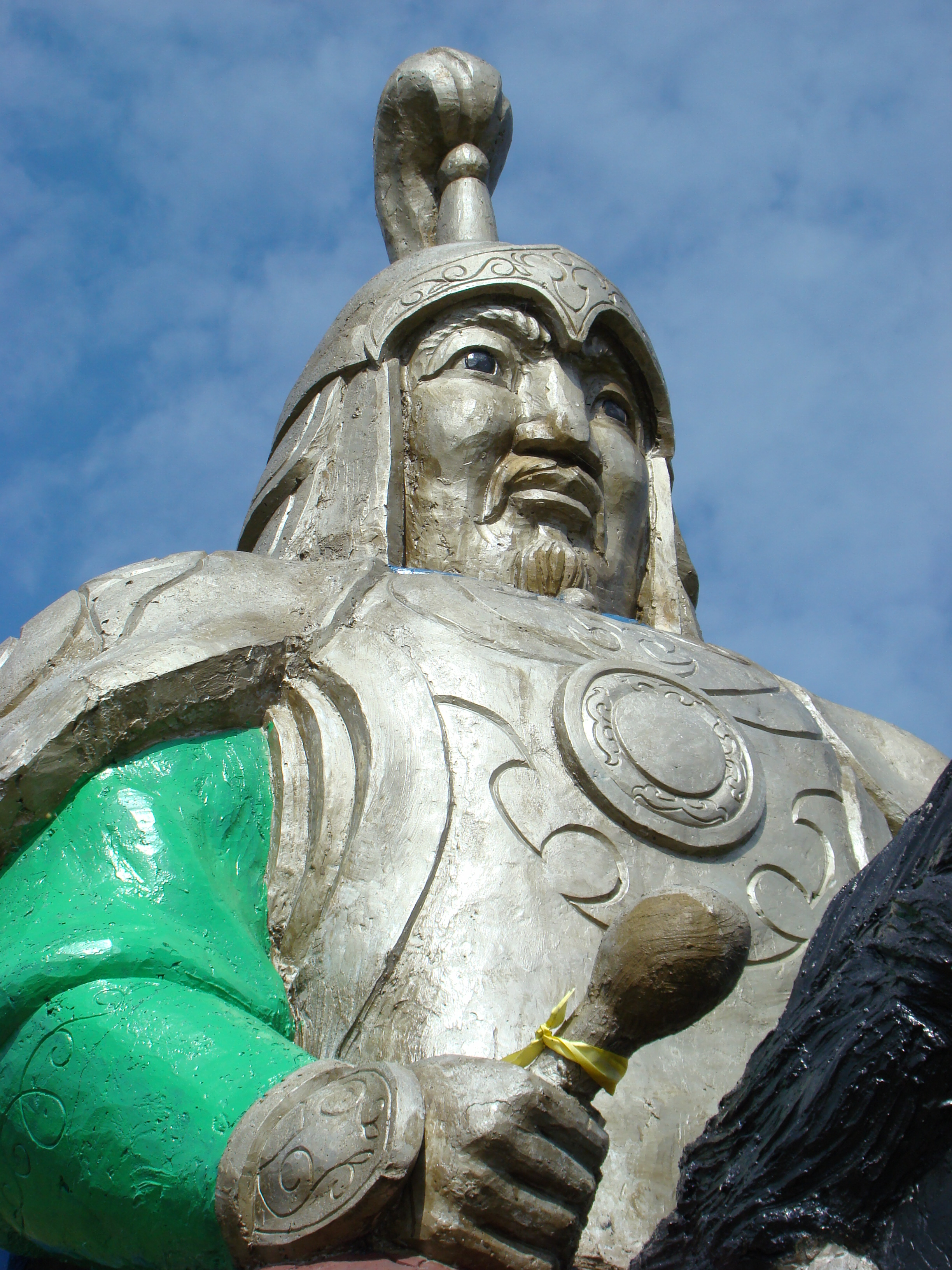
Хозяин горы Бурин-Хан
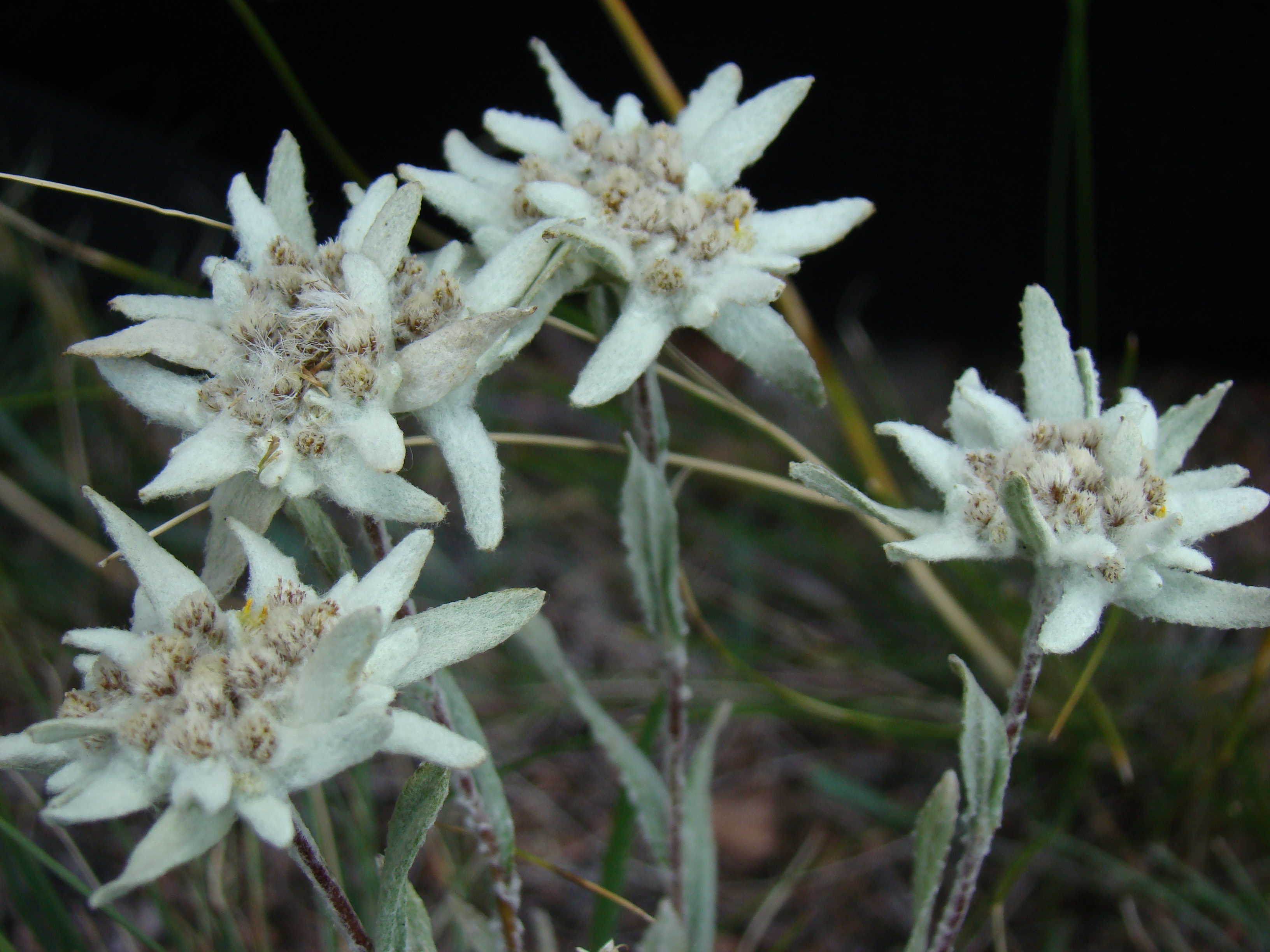
На священной горе можно найти легендарный цветок влюбленных — эдельвейс. Он предпочитает расти в горах, на почве, богатой известняком и сланцами.